# Antoni Przygoński

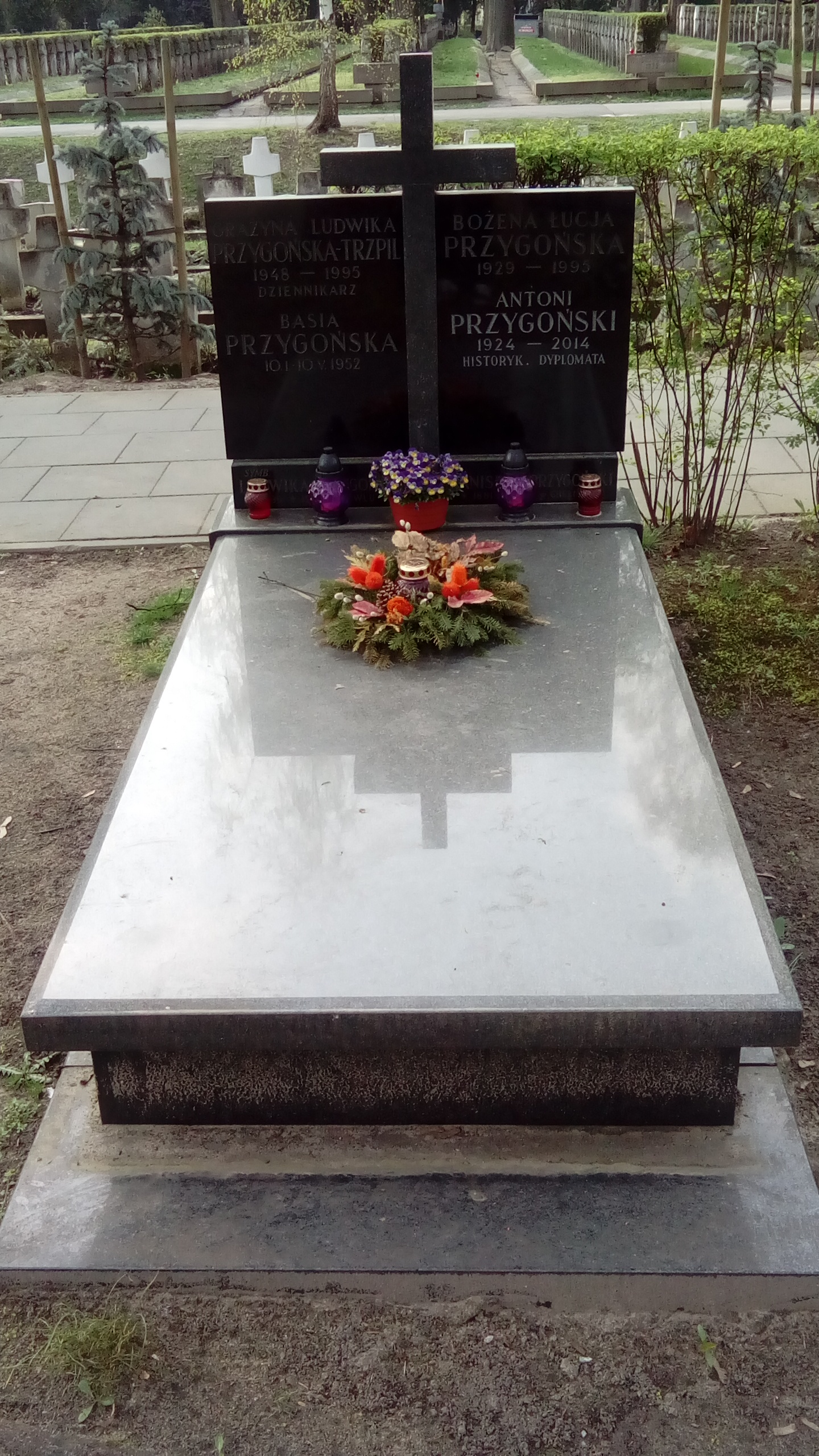
Grób Antoniego Przygońskiego na Cmentarzu wojskowym na Powązkach

Antoni Przygoński (ur. 30 maja 1924 w Kowlu, zm. 12 marca 2014 w Warszawie) – polski historyk, dyplomata i urzędnik konsularny, pracownik aparatu PZPR.

## Życiorys
W latach 1947–1948 pracował jako kierownik referatu społeczno-politycznego w starostwie powiatowym w Kłodzku, w latach 1949–1950 był kierownikiem wydziału organizacyjnego Komitetu Powiatowego PZPR w Kłodzku. Następnie studiował w Szkole Partyjnej przy KC PZPR w Warszawie, którą ukończył w 1955, równocześnie w latach 1953–1954 pracował jako radca w Urzędzie Rady Ministrów, od 1954 do 1956 wykładał podstawy marksizmu-leninizmu na Politechnice Warszawskiej. W latach 1947–1948 był członkiem PPR, od 1948 roku należał do PZPR.
W latach 1956–1968 pracował w Zakładzie Historii Partii przy KC PZPR, był członkiem jego rady naukowej, kierował sekcją badawczą okresu II wojny światowej i okupacji hitlerowskiej. Autor haseł w Polskim Słowniku Biograficznym Słowniku biograficznym działaczy polskiego ruchu robotniczego. W latach 1968–1972 był I sekretarzem Ambasady PRL w Moskwie, w latach 1973–1979 wicedyrektorem Departamentu Archiwum MSZ (doktoryzował się w 1974), w latach 1979–1981 konsulem generalnym PRL w Rostocku.
W PRL odznaczony Krzyżem Kawalerskim Orderu Odrodzenia Polski, Złotym i Srebrnym Krzyżem Zasługi, Medalem 30-lecia Polski Ludowej i Brązowym Medalem „Za zasługi dla obronności kraju”.
Zmarł 12 marca 2014 i został pochowany na Cmentarzu Wojskowym na Powązkach w Warszawie (kwatera E rząd A miejsce 1).

## Wybrane publikacje
- PPR w walce o koncepcję ustrojową przyszłej Polski i o utworzenie ludowo-demokratycznej reprezentacji narodu: marzec-grudzień 1943, Warszawa: Zakład Historii Partii przy KC PZPR 1961.
- (redakcja) Publicystyka konspiracyjna PPR 1942-1945: wybór artykułów, t. 1: 1942, wstęp i red. Antoni Przygoński, Warszawa: "Książka i Wiedza" 1961 (wyd. 2 -1962).
- (współautorzy: Marian Malinowski, Norbert Kołomejczyk), Polska Partia Robotnicza: kronika I 1942 - V 1945, Warszawa: "Wiedza Powszechna" 1962.
- PPR walczy: Polska Partia Robotnicza w Warszawie: w XX rocznicę... 1942-1962, Warszawa: Wydawnictwo Artystyczno-Graficzne RSW "Prasa" - Wydawnictwo Komitetu Warszawskiego Polskiej Zjednoczonej Partii Robotniczej 1962.
- (wstęp) Wspomnienia warszawskich peperowców 1939-1944, zebrały i przygot. do dr. Hedda Bartoszek, Bronisława Jurkowska; wstęp A. Przygoński, Warszawa: "Książka i Wiedza" 1963.
- (redakcja) Polski ruch robotniczy w okresie wojny i okupacji hitlerowskiej: wrzesień 1939 - styczeń 1945: zarys historii, red. Antoni Przygoński, Warszawa: "Książka i Wiedza" 1964.
- (redakcja) Publicystyka konspiracyjna PPR 1942-1945: wybór artykułów., t. 2: 1943, wstęp i red.: Antoni Przygoński, Warszawa: "Książka i Wiedza" 1964.
- Z problematyki powstania warszawskiego, Warszawa: Wydawnictwo Ministerstwa Obrony Narodowej 1964.
- (przedmowa) Grzegorz Fedorowski, Leśne ognie, przedm. A. Przygoński, Warszawa: Wydawnictwo Ministerstwa Obrony Narodowej 1965.
- Prasa konspiracyjna Polskiej Partii Robotniczej: zarys, katalog, życiorysy, Warszawa: "Książka i Wiedza" 1966.
- (redakcja) Publicystyka konspiracyjna PPR 1942-1945: wybór artykułów, t. 3: 1944-1945, wstęp i red.: Antoni Przygoński, Warszawa: "Książka i Wiedza" 1967.
- (redakcja) Komuniści w walce o front narodowy w Polsce, Czechosłowacji, Jugosławii (1938-1945), cz. 1: Referaty, kom. red. Antoni Przygoński, František Jánaček i Josef Hřibek, Pero Morača, Warszawa: Wojskowy Instytut Historyczny 1969.
- Udział PPR i AL w powstaniu warszawskim, Warszawa: "Książka i Wiedza" 1970.
- Polska w walce z okupantem hitlerowskim 1939-1945, Warszawa: "Książka i Wiedza" 1971.
- Akcje zbrojne GL - Warszawa 1942, Warszawa: "Książka i Wiedza" 1976.
- Alfred Lampe, Warszawa: "Iskry" 1976.
- Z zagadnień strategii frontu narodowego PPR: 1942-1945, Warszawa: "Książka i Wiedza" 1976.
- (redakcja) Rezolucje I Zjazdu PPR, oprac. Antoni Przygodziński, Lublin: Wydaw. Lubelskie 1980.
- Powstanie warszawskie w sierpniu 1944 r., t. 1-2, Warszawa: Państwowe Wydawnictwo Naukowe 1980 (wyd. 2 - 1988).
- Der Warschauer Aufstand 1944, Übers. aus. dem Poln., Warschau: "Interpress" 1984.
- The Warsaw Rising 1944, transl. from Pol., Warsaw: "Interpress" 1984.
- Polska Partia Robotnicza w okresie okupacji hitlerowskiej, Warszawa: "Książka i Wiedza" 1985.
- Stalin i Powstanie Warszawskie, Warszawa: Wydawnictwo "Grażyna" 1994.
- Armia Ludowa w Powstaniu Warszawskim 1944, Warszawa: Przedsiębiorstwo Wydawniczo-Handlowe "Graf" - Henryk Czerski 2008.